# 埃克托尔·奥尔蒂斯
埃克托尔·奥尔蒂斯（西班牙語：Héctor Ortiz，1928年12月20日—），墨西哥男子足球运动员，司职中场。他曾代表墨西哥国家队参加1950年国际足联世界杯，结果队伍止步小组赛阶段。